# 荒川惣兵衛
荒川 惣兵衛（あらかわ そうべえ、1898年〈明治31年〉7月7日 - 1995年〈平成7年〉6月18日）は、英語教師（終戦時に教壇を去る）で、市井の外来語研究者。

## 人物・来歴
愛知県名古屋市出身。東京高等師範学校卒業。名古屋在住だった。漢字表記以外にペンネームとして「あらかわそおべえ」「あらかわそうべゑ」などを用いた。

## 著作

### 単著
- 『外来語学序説（「モダン語」研究）』荒川惣兵衛、1932年8月。 NCID BN11884966。全国書誌番号:46083863。
  - 『外来語学序説』（復刻版）名著普及会、1986年1月。 NCID BN00849737。全国書誌番号:92064173。
- 『荒川弄美灰俳句選集』荒川惣兵衛、1933年9月。 NCID BA32446069。全国書誌番号:44022331。
  - 『荒川弄美灰俳句選集』（2版）あらかわそおべえ、1986年11月。全国書誌番号:87049389。
- 『外来語辞典』冨山房、1941年6月。 NCID BN01740201。全国書誌番号:46024295 全国書誌番号:54005644。
- 『外来語概説』三省堂、1943年10月。 NCID BN06555637。全国書誌番号:46024329 全国書誌番号:52010795。
  - 『外来語概説』（復刻版）名著普及会、1986年1月。ISBN 9784895512237。 NCID BN00850044。全国書誌番号:92064172。
- 『外来語辞典』弘文堂〈アテネ文庫 235〉、1955年1月。 NCID BA47611023。全国書誌番号:55006917。
- 『あらかわそおべえ詩歌集』荒川惣兵衛、1962年12月。 NCID BA30473399。全国書誌番号:63003005。
- 『角川外来語辞典』角川書店、1967年9月。 NCID BN01668272。全国書誌番号:67009083。
  - 『角川外来語辞典』（第2版）角川書店、1977年1月。 NCID BN01025862。全国書誌番号:81020676。
- 『科学と宗教』荒川惣兵衛、1970年10月。 NCID BN06728440。全国書誌番号:74009423。
  - 『科学と宗教』（増訂版）あらかわそおべえ、1975年7月。 NCID BN06728473。全国書誌番号:74011947。
- 『昭和の外来語』荒川惣兵衛、1970年。 NCID BA3367350X。全国書誌番号:75017203。
- 『かくれたがいらいご ヤマトコトバもはんぶんは漢語だった』和漢蘭英庵、1976年。 NCID BN04669974。全国書誌番号:75009418。
- 『中国語をごげんとするヤマトコトバ ヤマトコトバもはんぶんは漢語のばけたものだった』（増訂版）和漢蘭英庵、1980年4月。 NCID BN11382403。全国書誌番号:80033538。
- 鈴木正 (思想史家) 編『外来語に学ぶ』新泉社、1980年9月。 NCID BN00684218。全国書誌番号:80040817。
- 『がいらいご漫筆』あらかわそおべえ、1981年7月。 NCID BN11382323。全国書誌番号:82009034。
- 『ごしんじん』あらかわそおべえ、1981年。全国書誌番号:82009567。
- 『人生詩集』あらかわそおべえ、1982年1月。 NCID BA85047924。全国書誌番号:82033890。
- 『人生歌集』あらかわそおべえ、1983年6月。全国書誌番号:84007300。

### 編註
- 『日本語となった英語』研究社、1930年2月。 NCID BN08146184。全国書誌番号:20563460。
  - 『日本語となった英語 1931年に於ける我国外来語の総記録』（改訂版）研究社、1931年5月。 NCID BA66794430。全国書誌番号:22049323。
  - 『日本語となった英語 1931年に於ける我国外来語の総記録』（改訂版）名著普及会、1982年2月。 NCID BN00478872。全国書誌番号:83010893。
- 『ナゴヤベンじてん』ブックショップ「マイタウン」、2002年4月。 NCID BA58404858。全国書誌番号:21703072。
  - 『ナゴヤベンじてん』（新装版）ブックショップ「マイタウン」、2002年6月。 NCID BC15828278。全国書誌番号:20739096。